# ایستگاه داندس (تورنتو)
ایستگاه داندس (انگلیسی: Dundas station) یک ایستگاه متروی زیرزمینی در خط یک یانگ–یونیورسیتی متروی تورنتو است.